# 傅振鐸
傅振鐸（？—？），字辛傭，號度山，江西撫州府金溪县人，明朝政治人物。同进士出身。

## 生平
崇祯六年（1633年）癸酉科江西鄉試第二十八名舉人，崇祯十年（1637年）丁丑科會試第一百二十三名，廷試三甲一百二十六名进士。兵部观政，十一年二月授南直蒙城知縣，十二年调繁河南永城县，十五年行取，皇帝亲自选取兵科給事中。甲申之变降順，授縣令。有《筑善堂文集》十卷。

## 家族
曾祖傅鼎；祖傅顕；父傅尚礼。